# Fenylisocyanaat
Fenylisocyanaat is een aromatische verbinding uit de groep van isocyanaten. Het molecuul bestaat uit een fenylgroep verbonden met een isocyanaatgroep.

## Synthese
Fenylisocyanaat wordt gevormd door de reactie van aniline met het giftige fosgeen.
Een fosgeenvrije synthese is de gekatalyseerde reactie van nitrobenzeen met koolstofmonoxide.
Een andere fosgeenvrije synthese bestaat uit de katalytische ontbinding van methylfenylcarbamaat, met bismut(III)oxide als een geschikte katalysator.
Fenylisocyanaat is een tussenproduct in de Hofmann-omlegging van benzamide, maar daar reageert het snel verder met water tot een amine.

## Toepassingen
Fenylisocyanaat is erg reactief en wordt gebruikt bij de synthese van andere verbindingen, waaronder geneesmiddelen, gewasbeschermingsmiddelen (bijvoorbeeld het herbicide carbetamide), weekmakers en andere stoffen.

## Toxicologie en veiligheid
Het is een heldere, kleurloze vloeistof met een erg prikkelende geur, ongeveer even zwaar als water. Het is een erg giftige stof en erg irriterend voor huid, ogen en slijmvlies. Wanneer het verhit wordt tot het ontbindt komen er giftige dampen vrij van waterstofcyanide en stikstofoxides. In water hydrolyseert het tot aniline en komt er koolstofdioxide vrij. Het is een ontvlambare vloeistof en de damp kan met lucht een explosief mengsel vormen.
Fenylisocyanaat is een degradatieproduct van methyleendifenyldi-isocyanaat (MDI) dat in polyurethaanschuimen (PUR) wordt gebruikt. Het is gemeten in woningen waar de bewoners gezondheidsklachten hadden nadat er een PUR-isolatievloer was aangelegd.